# 野底岳
野底岳（のそこだけ、八重山語: ぬすくだぎ）または野底マーペー（のそこマーペー、八重山語: ぬすくマーペー）は、沖縄県石垣市にある山である。しま山100選に選定されている。

## 概要
石垣島北部の野底半島に位置し、西浜川の源流である。山は緑色火山岩や溶岩など、古第三紀始新世の野底層からなり、スダジイの群落に覆われている。
山頂には安山岩の巨岩が屹立しており、この巨岩にまつわる伝承が残っている（#伝承参照）。2018年1月下旬にはこの岩が倒れているのが発見された。
この山は、伝承にちなんで野底マーペー（のそこマーペー、八重山語: ぬすくマーペー）とも呼ばれる。明治時代の文献には「ヌスクマヤーヒイ山」と記されている。また、野底富士の別名を持つ。

## 伝承
西麓にあった野底村（現在の多良間集落付近）は雍正10年（1732年）に黒島と新城島からの寄百姓によって新設された村である。その際に黒島では道で島を二分し、一方を強制的に野底に移住させたため、親類や恋人が別離する悲劇を生んだと伝えられ、次のような伝承が残っている。
黒島からの移住者の中に、移住によって恋人カニムイと離ればなれになったマーペーという娘がいた。マーペーは黒島に残したカニムイを忘れられず、せめて恋人の住む黒島だけでも目にしたいとの思いで野底岳に登った。しかし、野底岳からは於茂登岳にさえぎられて黒島の姿を見ることはかなわず、絶望したマーペーは山頂の石と化したという。
島内の「つぃんだら節」はこの伝承を詠んだものである。
小柳ルミ子が歌った「星の砂」は、この伝承をモチーフにしたものとされる。

## 登山
野底岳の山頂近くの登山口を通って、石垣島東岸の大野農道（国道390号桃原付近）と西岸の県道79号石垣港伊原間線を結ぶ野底林道が2004年（平成16年）4月に全線開通している。東岸の林道入口から登山口までは車で約10分。登山口から山頂までは約200メートル、15から30分。